# Старые Каргалы
Ста́рые Каргалы́ (баш. Иҫке Ҡарғалы) — деревня в Балтачевском районе Республики Башкортостан Российской Федерации. Входит в состав Тучубаевского сельсовета.

## География

### Географическое положение
Расстояние до:
- районного центра (Старобалтачёво): 25 км,
- центра сельсовета (Тучубаево): 4 км,
- ближайшей ж/д станции (Куеда): 95 км.

## Население
| 2002 | 2009 | 2010 |
| ---- | ---- | ---- |
| 294  | ↘243 | ↘202 |

Национальный состав
Согласно переписи 2002 года, преобладающая национальность — башкиры (91 %).